# Siêu thị Nguyễn Du
Siêu thị Nguyễn Du là một siêu thị tại Sài Gòn trước năm 1975. Đây được xem là siêu thị đầu tiên của thành phố này và của cả Việt Nam.
Siêu thị tọa lạc tại địa chỉ số 33 đường Nguyễn Du, ngay góc đường Nguyễn Du – Chu Mạnh Trinh. Tổng diện tích của siêu thị là 3.000 m², trong đó khu bán hàng chỉ rộng 800 m², diện tích còn lại dùng để làm khu đậu xe, kho châm hàng, kho đông lạnh, kho dự trữ...

## Lịch sử
Siêu thị Nguyễn Du khai trương vào ngày 16 tháng 10 năm 1967, do Tổng cuộc Tiếp tế của chính quyền Việt Nam Cộng hòa thành lập. Từ cửa vào, khách hàng đi tay không vào siêu thị bằng một cửa quay, lấy giỏ xách hay xe đẩy rồi đi lựa chọn hàng đã được ghi sẵn giá trên kệ. Sau khi mua xong, khách hàng tính tiền tại các quầy thu ngân có máy tính tự động. Tại cửa ra của siêu thị có 6 quầy thu ngân, một trong số đó là "quầy hỏa tốc" dành cho những mua ít đồ, ngoài ra còn có một lối đi ra cho người không mua hàng. Siêu thị mở cửa từ 8 giờ sáng đến 6 giờ 30 phút tối.
Ông Trần Đỗ Cung, người đứng đầu Tổng cuộc Tiếp tế, đã mô tả cảnh ngày khai trương trong hồi ký như sau: "Siêu thị đã hoàn tất trên đường Nguyễn Du, có bãi đậu xe rộng rãi. Ngày khai trương cả đoàn xe Honda, Mobylette và Vespa rầm rập kéo đến chở theo vợ con hí hửng bước vào ngôi chợ tối tân mới mở cửa, phục dịch khách mua hàng một cách niềm nở và lịch sự." Tác giả Đặng Trần Huân thì cho biết siêu thị Nguyễn Du có thể được xem là mở đầu cuộc cách mạng bán lẻ thực phẩm tại miền Nam Việt Nam khi đó.
Ngày 26 tháng 11 năm 1967, siêu thị đón vị khách thứ 100.000 là ông Lê Văn Sâm. Người này đã được tặng 10.000 đồng tiền Sài Gòn cũ, tức khoảng 1 lượng vàng vào thời điểm đó.
Trước khi có siêu thị, khu vực này vốn là một khu phố vắng vẻ. Tuy nhiên sau khi siêu thị được lập ra, trung bình mỗi ngày có khoảng 2.500 người đến mua sắm và doanh thu mỗi ngày tối đa là 1,5 triệu đồng lúc bấy giờ. Sau siêu thị Nguyễn Du, nhiều siêu thị tư nhân cũng được mở tại Sài Gòn và các tỉnh miền Nam.
Đến năm 1973, Tổng cuộc Tiếp tế trở thành Tổng cuộc Thực phẩm Quốc gia và siêu thị Nguyễn Du cũng được bàn giao cho tư nhân. Siêu thị Nguyễn Du cũng như các siêu thị tại miền Nam nói chung hoạt động đến năm 1975 thì đóng cửa.
Sau giai đoạn này, do chính quyền mới áp dụng nền kinh tế bao cấp nên siêu thị không còn xuất hiện ở miền Nam trong một thời gian dài. Đến năm 1989, Thành phố Hồ Chí Minh mới có siêu thị Minimart ở Trung tâm thương mại quốc tế (Intershop) do Cosevina quản lý và đến năm 1994, các siêu thị mới bắt đầu phát triển mạnh.